# Campeonato Mundial de Ciclismo em Estrada de 2019
O LXXXVI Campeonato Mundial de Ciclismo em Estrada realizou-se em Yorkshire (Reino Unido) entre 22 e 29 de setembro de 2019, baixo a organização da União Ciclista Internacional (UCI) e a União Ciclista Britânica.
O campeonato constou de corridas nas especialidades de contrarrelógio e de rota, nas divisões elite masculino, elite feminino, masculino sub-23, júnior masculino e júnior feminino; e também se disputou uma corrida por relevos mistos. Ao todo outorgaram-se onze títulos de campeão mundial, sete na categoria absoluta e quatro na categoria juvenil.

## Programa
O programa de competições é o seguinte:
| Dia                        | Evento                            | Trajeto                                            | Distância (km) | Vencedor                                |
| -------------------------- | --------------------------------- | -------------------------------------------------- | -------------- | --------------------------------------- |
| Contrarrelógio por equipas |                                   |                                                    |                |                                         |
| 22 de setembro             | Contrarrelógio por relevos mistos | Harrogate–Harrogate (circuito de 14 km – 2 voltas) | 27,6           | Países Baixos                           |
| Contrarrelógio individual  |                                   |                                                    |                |                                         |
| 23 de setembro             | Contrarrelógio feminina júnior    | Harrogate–Harrogate (circuito de 14 km – 1 volta)  | 13,7           | Aigul Gareyeva · ( Rússia)              |
| 23 de setembro             | Contrarrelógio masculina júnior   | Harrogate–Harrogate (circuito de 14 km – 2 voltas) | 27,6           | Antonio Tiberi · ( Itália)              |
| 24 de setembro             | Contrarrelógio masculina sub-23   | Ripon–Harrogate                                    | 30,3           | Mikkel Bjerg · ( Dinamarca)             |
| 24 de setembro             | Contrarrelógio feminina           | Ripon–Harrogate                                    | 30,3           | Chloe Dygert · ( Estados Unidos)        |
| 25 de setembro             | Contrarrelógio masculina          | Northallerton–Harrogate                            | 54,0           | Rohan Dennis · ( Austrália)             |
| Estrada individual         |                                   |                                                    |                |                                         |
| 26 de setembro             | Estrada masculina júnior          | Richmond–Harrogate                                 | 148,1          | Quinn Simmons · ( Estados Unidos)       |
| 27 de setembro             | Estrada feminina júnior           | Doncaster–Harrogate                                | 86,0           | Megan Jastrab · ( Estados Unidos)       |
| 27 de setembro             | Estrada masculina sub-23          | Doncaster–Harrogate (circuito – 2 voltas)          | 171,6          | Samuele Battistella · ( Itália)         |
| 28 de setembro             | Estrada feminina                  | Bradford–Harrogate (circuito – 3 voltas)           | 149,4          | Annemiek van Vleuten · ( Países Baixos) |
| 29 de setembro             | Estrada masculina                 | Leeds–Harrogate (circuito – 9 voltas)              | 261,8          | Mads Pedersen · ( Dinamarca)            |

## Resultados categoria absoluta

### Masculino
- Contrarrelógio

| Posto  | Ciclista        | País      | Tempo      |
| ------ | --------------- | --------- | ---------- |
| Ouro   | Rohan Dennis    | Austrália | 1:05:05,35 |
| Prata  | Remco Evenepoel | Bélgica   | 1:06:14,28 |
| Bronze | Filippo Ganna   | Itália    | 1:07:00,35 |

- Estrada

| Posto  | Ciclista       | País      | Tempo   |
| ------ | -------------- | --------- | ------- |
| Ouro   | Mads Pedersen  | Dinamarca | 6:27:28 |
| Prata  | Matteo Trentin | Itália    | 6:27:28 |
| Bronze | Stefan Küng    | Suíça     | 6:27:30 |

### Feminino
- Contrarrelógio

| Posto  | Ciclista             | País           | Tempo    |
| ------ | -------------------- | -------------- | -------- |
| Ouro   | Chloe Dygert         | Estados Unidos | 42:11,57 |
| Prata  | Anna van der Breggen | Países Baixos  | 43:43,92 |
| Bronze | Annemiek van Vleuten | Países Baixos  | 44:04,23 |

- Estrada

| Posto  | Ciclista             | País          | Tempo   |
| ------ | -------------------- | ------------- | ------- |
| Ouro   | Annemiek van Vleuten | Países Baixos | 4:06:05 |
| Prata  | Anna van der Breggen | Países Baixos | 4:08:20 |
| Bronze | Amanda Spratt        | Austrália     | 4:08:33 |

### Sub-23
- Contrarrelógio

| Posto  | Ciclista        | País           | Tempo    |
| ------ | --------------- | -------------- | -------- |
| Ouro   | Mikkel Bjerg    | Dinamarca      | 40:20,42 |
| Prata  | Ian Garrison    | Estados Unidos | 40:46,87 |
| Bronze | Brandon McNulty | Estados Unidos | 40:48,11 |

- Estrada

| Posto  | Ciclista            | País        | Tempo   |
| ------ | ------------------- | ----------- | ------- |
| Ouro   | Samuele Battistella | Itália      | 3:53:52 |
| Prata  | Stefan Bissegger    | Suíça       | 3:53:52 |
| Bronze | Thomas Pidcock      | Reino Unido | 3:53:52 |

### Misto
- Contrarrelógio por relevos

| Posto  | Ciclistas                                                                               | Equipa        | Tempo    |
| ------ | --------------------------------------------------------------------------------------- | ------------- | -------- |
| Ouro   | Koen Bouwman Bauke Mollema Jos van Emden Lucinda Brand Riejanne Markus Amy Pieters      | Países Baixos | 38:27,60 |
| Prata  | Tony Martin Nils Politt Jasha Sütterlin Lisa Brennauer Lisa Klein Mieke Kröger          | Alemanha      | 38:50,35 |
| Bronze | John Archibald Daniel Bigham Harry Tanfield Lauren Dolan Anna Henderson Joscelin Lowden | Reino Unido   | 39:18,87 |

### Medalheiro
| Ordem | País           | Medalha de ouro | Medalha de prata | Medalha de bronze | Total |
| ----- | -------------- | --------------- | ---------------- | ----------------- | ----- |
| 1     | Países Baixos  | 2               | 2                | 1                 | 5     |
| 2     | Dinamarca      | 2               | 0                | 0                 | 2     |
| 3     | Estados Unidos | 1               | 1                | 1                 | 3     |
| 3     | Itália         | 1               | 1                | 1                 | 3     |
| 5     | Austrália      | 1               | 0                | 1                 | 2     |
| 6     | Suíça          | 0               | 1                | 1                 | 2     |
| 7     | Alemanha       | 0               | 1                | 0                 | 1     |
| 7     | Bélgica        | 0               | 1                | 0                 | 1     |
| 9     | Reino Unido    | 0               | 0                | 2                 | 2     |
|       | TOTAL          | 7               | 7                | 7                 | 21    |

## Resultados categoria júnior

### Masculino
- Contrarrelógio

| Posto  | Ciclista       | País          | Tempo    |
| ------ | -------------- | ------------- | -------- |
| Ouro   | Antonio Tiberi | Itália        | 38:28,25 |
| Prata  | Enzo Leijnse   | Países Baixos | 38:36,04 |
| Bronze | Marco Brenner  | Alemanha      | 38:40,87 |

- Estrada

| Posto  | Ciclista           | País           | Tempo   |
| ------ | ------------------ | -------------- | ------- |
| Ouro   | Quinn Simmons      | Estados Unidos | 3:38:04 |
| Prata  | Alessio Martinelli | Itália         | 3:39:00 |
| Bronze | Magnus Sheffield   | Estados Unidos | 3:39:37 |

### Feminino
- Contrarrelógio

| Posto  | Ciclista           | País          | Tempo    |
| ------ | ------------------ | ------------- | -------- |
| Ouro   | Aigul Gareyeva     | Rússia        | 22:16,23 |
| Prata  | Shirin van Anrooij | Países Baixos | 22:19,84 |
| Bronze | Elynor Bäckstedt   | Reino Unido   | 22:27,16 |

- Estrada

| Posto  | Ciclista       | País           | Tempo   |
| ------ | -------------- | -------------- | ------- |
| Ouro   | Megan Jastrab  | Estados Unidos | 2:08:00 |
| Prata  | Julie De Wilde | Bélgica        | 2:08:00 |
| Bronze | Lieke Nooijen  | Países Baixos  | 2:08:00 |

### Medalheiro
| Ordem | País           | Medalha de ouro | Medalha de prata | Medalha de bronze | Total |
| ----- | -------------- | --------------- | ---------------- | ----------------- | ----- |
| 1     | Estados Unidos | 2               | 0                | 1                 | 2     |
| 2     | Itália         | 1               | 1                | 0                 | 2     |
| 3     | Rússia         | 1               | 0                | 0                 | 1     |
| 4     | Países Baixos  | 0               | 2                | 1                 | 3     |
| 5     | Bélgica        | 0               | 1                | 0                 | 1     |
| 6     | Alemanha       | 0               | 0                | 1                 | 1     |
| 6     | Reino Unido    | 0               | 0                | 1                 | 1     |
|       | TOTAL          | 4               | 4                | 4                 | 12    |